# 作新学院高等学校
作新学院高等学校（さくしんがくいんこうとうがっこう）は、学校法人作新学院が運営する、栃木県宇都宮市に所在する私立高等学校。運動部の活動が盛んで高校野球をはじめスポーツ強豪校として知られる。

## 概要
現在、トップ英進部、英進部、総合進学部、情報科学部の4部によって編成され、全日本トップクラスの生徒数を誇るマンモス校。敷地内に幼稚園・小学部・中等部・高等部がある。高校だけで、10以上の校舎、3つの体育館、3つのグラウンドを持つ。
1885年、船田兵吾らによって、私塾「下野英学校」として設立された作新学院は、大正末期から昭和初期の一時期を除き、船田家による家族経営が続けられてきた。
校名の「作新」は、黒羽藩14代目当主大関増徳（増式）の開設した藩校「作新館」に由来する。藩校の「作新館」は、15代目当主大関増裕の海軍奉行時代の部下であった勝海舟も影響を与えたと言われている。
廃校となった「作新館」の名称を継承したのは、直接的な関係はないが、創立者の船田兵吾と黒羽藩士（栃木県議会議員）小山田辯助が懇意であったことによる。設立においては田中正造らの協力があった。なお「作新館」は実質的に、黒羽藩家老職・風野家屋敷跡の隣にある大田原市立黒羽小学校に引き継がれている。
1991年には4部（英進部・男子部・女子部・情報科学部）3学年合わせて約1万人の生徒がいた。長年、同一敷地内に男女別学の男子部・女子部を設置していたが、2003年に2つの部を統合し「総合進学部」を設置した。2010年4月に学校法人船田教育会から分離し学校法人作新学院が経営する学校となった。
1991年と1992年に社会研究部が瓦塚古墳の墳丘の測量調査を行い、墳丘が2段築成であることや葺石の存在を発見し、円筒埴輪列の位置も特定した。1995年に瓦塚古墳は宇都宮市の史跡に指定された。

### 校歌
- 作新学院歌（第一）は、校歌としては珍しくワルツ調（3/4拍子）である。これは「ダンスとして踊れるような曲」として作られたためである[6]。

### 教育方針
一校一家　自学自習　誠実勤労

## 沿革
- 1885年 - 船田兵吾らによって、下野英学校として栃木県宇都宮市馬場町に設立
- 1886年 - 二里山（現在の塙田町。栃木県立図書館、船田教育会館などがある場所）に校舎を建築
- 1888年 - 私立作新館に改称
- 1895年 - 尋常中学校としての許可を得、私立尋常中学作新館に改称
- 1899年 - 旧制中学校としての許可を得、私立下野中学校に改称
- 1919年 - 下野中学校に改称
- 1925年 - 前年に起こった事務職員の卒業証書偽造事件の影響により、経営が悪化、半官半民の財団法人下野中学校に改組
- 1940年 - 全民の財団法人に改組
- 1941年 - 財団法人作新館高等女学校を清水町（現在の千波町）に設立
- 1946年 - 前年校舎を焼失した作新館高等女学校を陸軍第14師団輜重兵第14連隊跡地（現在の一の沢キャンパス）に移転
- 1947年 - 下野中学校が騎兵第18連隊跡地（現在の一の沢キャンパス）に移転。作新館高女と下野中学校を合併し、作新学院高等部（男女共学、普通科）、中等部（男女共学）となる。財団法人作新学院を設立
- 1950年 - 私立学校法により、学校法人作新学院と改称
- 1952年 - 校章及び学院歌を制定
- 1953年 - 男女共学の高等部を男子部・女子部の併設に改組
- 1954年 - 小学部を新設
- 1955年 - 高等部に商学科を設置
- 1959年 - 高等部の図書館が完成
- 1960年 - 法人名を学校法人船田教育会と改称。高等部に工業科（電気科、電子科）を設置
- 1962年 - 高等部女子部に家庭科を設置。硬式野球部が全国初の甲子園春夏連続優勝
- 1965年 - 高等部にデザイン科を設置。工業科を電気科と電子科に改組。家庭科を家政科に改称
- 1968年 - 船田兵吾生誕百年記念式典を挙行。「作新賛歌」を制定
- 1971年 - 高等部に情報処理科を設置
- 1980年 - 高等部普通科に英進クラスを設置
- 1982年 - 電気科に電気工事士養成コース認可
- 1985年 - 創立100周年記念式典を挙行。「百年誌」を発行
- 1988年 - 普通科の英進コースを独立させ、英進部（英進科・進学科）を設置（英進部・男子部・女子部の3部制となる）
- 1989年 - 高等部家政科を生活科学科に、デザイン科を美術デザイン科に改称
- 1990年 - 高等部情報処理科を情報科に改称
- 1991年 - 高等部の商業科、情報科、電気科、電子科、美術デザイン科を再編し、情報科学部（流通経済科、情報科、電気科、電子科、美術デザイン科）を設置（英進部・男子部・女子部・情報科学部の4部制となる）
- 2003年 - 高等部を作新学院高等学校に改称、同時に再編を行い、男子部・女子部の普通科を統合し、総合進学部を設置する。生活科学科を情報科学部に移す
- 2006年 - 流通経済科をビジネスサイエンス科、情報科をコンピュータサイエンス科、電気科・電子科を電気・電子システム科、生活科学科をライフデザイン科に改称。自動車整備士養成科と普通科総合選択コースを設置
- 2010年 - 幼稚園、小学部、中等部とともに、学校法人船田教育会から系列の学校法人作新学院（旧、学校法人作新理容美容専門学院）に運営が移管された。情報科学部ビジネスサイエンス科、コンピュータサイエンス科を統合し、商業システム科へ改称
- 2011年 - 文部科学省よりスーパー・サイエンス・ハイスクール(SSH)指定
- 2015年 - 創立130周年記念式典を挙行。トップ英進部を設置
- 2016年8月21日 - 夏の甲子園で南北海道の北海に7対1で勝利。54年ぶりの夏の甲子園優勝
- 2017年 - 作新アカデミア・ラボが完成

## 教育課程
4つの部（2014年のカリキュラム改編により英進部内で「トップ英進部」が分割される）に分かれ、それぞれが全く異なった教育課程を持っている。授業の相互乗り入れ、単位互換等はない。また、原則として転部や転科は行われない(トップ英進部・英進部を除く)。それそれが別の校舎に分かれている。

### トップ英進部・英進部
- 勉強に重点を置いており、トップ英進部からは東大合格者もでている。冬服のネクタイ・リボン・スカートのラインの色は青。学年ごとに再編成があり、成績優秀者は上のクラスに上がることも可能。下のクラスに落ちることもある。
- 旧男子部・女子部の英進コース（A'などとも呼ばれた）を元に、1988年に設置された。設置当初は英進科（国公立大学目標）と進学科（私立大学目標）の2科に分かれ、それぞれで募集を行っていたが、後に現在の形態になった。かつては併設の作新学院中等部からの中高一貫クラス（英進科に学年1クラス）が存在した。

SIクラス・SIIクラス[TS]（トップ英進部）
入学試験の成績によって選抜されたトップクラス。偏差値は県内トップクラスを誇る。最難関国公立大、医歯薬科系大学への進学を目指す。2年次はSⅠ・SⅡが合わさり、S文系クラス、S理系クラスに分かれる。
英進選抜クラス[ES]（英進部）
国公立大、有名私立大への進学を目指す。成績優秀者は、2年、または3年進級時にトップ英進部に転部することができる。2年時からは英進選抜文系クラス、英進選抜理系クラスに分かれる。
英進クラス[EE]（英進部）
習熟度別授業の展開により、多様な進路希望の実現に応える。成績優秀者は、英進選抜クラス同様2年、または3年進級時にトップ英進部、英進選抜クラスへ転部・編入することができる。2年時からは英進文系クラス、英進理系クラスに分かれる。

### 総合進学部
- 文武両道を掲げており、勉強と部活の両立がしやすい環境。運動部・文化部ともに有名。冬服のネクタイ・リボン・スカートのラインの色は赤。
- 男子部・女子部が、2003年に統合再編されて設置された。2014年度のカリキュラムよりクラス編成が一新され、1学年は特別進学クラスと進学クラスに統一となり、2年次以降に大学進学と専修進学の系列に分かれるようになった。ここでは2013年度までのシステムを交えて解説する。

特別進学・進学クラス[SA]
特進選抜コースと進学コースに分かれる。特進選抜クラスは国公立大、有名私立大合格を目標としている。また、進級時にクラスの再編成があり、成績優秀者は進学から特進に上がることも可能。2年時からは、各クラスで文理に分かれ、特別進学クラスは特別進学クラス・文系、特別進学クラス・理系に分かれ、進学クラスは、大学進学クラス・文系、大学進学クラス・理系に分かれる。コース内での選抜クラス編成というシステムが、かつての英進コース（A'）を彷彿とさせる。旧進学コース（A）を継承する。大学進学コースでは系列の作新学院大学、同短期大学部への進学を目指す。

### 情報科学部
- 専門的な知識を培い、資格取得などを目標にする。進学や就職など幅広い進路がある。冬服のネクタイ・リボンのラインの色は緑。スカートのラインはオレンジ。
- 旧男子部・女子部にあった普通科以外の学科（商業科・情報科・電気科・電子科・美術デザイン科）を統合して1991年に設置された。2003年、女子部にあった生活科学科を編入し、現在の形になった。2006年、学科の新設・再編を行い、それに伴う学科名称の変更があった。1991年度～2018年度までは月に2回の土曜授業を行っていたが資格取得のための補講などを行うため廃止して、足りない単位分は週に2回の7時間授業で補っている。

商業システム科[IC]
2010年に、ビジネスサイエンス科[IB]とコンピュータサイエンス科[IP]が統合してできた学科。
電気・電子システム科[IT]（旧電気・電子科）
1年次にて、電気と電子の両方のことを学び、2年次以降、電気システム科と電子システム科に分かれる。学校認定科目にロボット制作という授業がある（1・2年次）。電気システム科・電子システム科共に、高校生ものづくりコンテストの電気工事部門に出場できる。
電気システム科[IE]
電気・電子システム科の2年次以降に所属する学科。卒業すると、第二種電気工事士の筆記試験の免除、試験合格後通常5年のところを3年の実務経験で第三種電気主任技術者の免状を申請することができる。1982年〜2010年は電気工事士養成コースが存在していた。
電子システム科[IJ]
電気・電子システム科の2年次以降に所属する学科。卒業すると、工事担任者デジタル通信2級（旧DD3種及びデジタル第三種）の科目免除（科目は基礎）を受けることができる。在学中、電子システム科のみマイコンカーのコンテストに出場できる。
美術デザイン科[ID]
2年次以降、美術コース、デザインコース、漫画アニメ映像コースに分かれる。3年次に、美術コースは絵画・彫刻の各専攻に、デザインコースはビジュアルデザイン・プロダクトデザインの各専攻に分かれる。
ライフデザイン科[IL]（旧家政科→生活科学科）
2年次以降、ファッションコース･フードコース･保育、福祉コースの3つに分かれる。
被服、食物、保育、福祉それぞれ専用の実習室があり設備が充実している。また、技術を着実に身につけ、さらに向上を図るために文部科学省後援の家庭科技術試験（1〜4級）を実施している。
3・4級においては全員受検、1・2級はコース別に受検をし、毎年合格率100％を目指している。
自動車整備士養成科[IM]（2006年に新設）
3級自動車整備士の養成課程（実技試験免除）である。
普通科総合選択コース[IF]（2006年に新設）
2年次以降、進学コースと就職コースに分かれる。普通科の授業に加え、専門学科の授業を受けるコース。総合学科的な位置づけである。

## 部活動

### 運動部
硬式野球部・軟式野球部・自転車競技部・ボクシング部・弓道部・柔道部・ラグビー部などが強豪として知られる。
事故
1990年1月17日、男子柔道部員（当時17歳）が、投技を受けた最中に相手が体勢を崩したため受け身がとれずに頭を強打、脳内出血が原因で3日後に死亡。これを受けて同部は第12回全国高等学校柔道選手権大会県予選会を棄権した。

#### 硬式野球部
選抜高等学校野球大会（春の甲子園）は11回、全国高等学校野球選手権大会（夏の甲子園）は16回出場している（2012年時点）。また国民体育大会（国体）の出場歴もあり、獲得した全国タイトルは、計4回（選抜1回・選手権2回・国体1回）を誇る。
- 選抜高等学校野球大会
  - 第33回選抜高等学校野球大会 (1961年)
  - 第34回選抜高等学校野球大会 (1962年) - 優勝
  - 第43回選抜高等学校野球大会 (1971年)
  - 第45回選抜高等学校野球大会 (1973年) - 4強
  - 第49回選抜高等学校野球大会 (1977年)
  - 第51回選抜高等学校野球大会 (1979年)
  - 第72回選抜高等学校野球大会 (2000年) - 8強
  - 第76回選抜高等学校野球大会 (2004年)
  - 第84回選抜高等学校野球大会 (2012年)
  - 第89回選抜高等学校野球大会 (2017年)
  - 第95回記念選抜高等学校野球大会 (2023年) - 8強

- 全国高等学校野球選手権大会
  - 第40回全国高等学校野球選手権大会 (1958年) - 4強
  - 第44回全国高等学校野球選手権大会 (1962年) - 優勝
  - 第46回全国高等学校野球選手権大会 (1964年)
  - 第55回全国高等学校野球選手権大会 (1973年)
  - 第60回全国高等学校野球選手権大会 (1978年)
  - 第91回全国高等学校野球選手権大会 (2009年)
  - 第93回全国高等学校野球選手権大会 (2011年) - 4強
  - 第94回全国高等学校野球選手権大会 (2012年) - 8強
  - 第95回全国高等学校野球選手権大会 (2013年)
  - 第96回全国高等学校野球選手権大会 (2014年)
  - 第97回全国高等学校野球選手権大会 (2015年)
  - 第98回全国高等学校野球選手権大会 (2016年) - 優勝
  - 第99回全国高等学校野球選手権大会 (2017年)
  - 第100回全国高等学校野球選手権記念大会 (2018年)
  - 第101回全国高等学校野球選手権大会 (2019年) - 8強
  - 第103回全国高等学校野球選手権大会 (2021年)

- 国民体育大会
  - 第13回国民体育大会 (1958年富山国体) - 優勝
  - 第17回国民体育大会 (1962年岡山国体)
  - 復帰記念沖縄特別国民体育大会 (1973年沖縄特別国体)
  - 第28回国民体育大会 (1973年若潮国体) - 準優勝
  - 第66回国民体育大会 (2011年おいでませ!山口国体) - 8強
  - 第71回国民体育大会 (2016年希望郷いわて国体)
  - 第74回国民体育大会 (2019年いきいき茨城ゆめ国体)

1958年に夏の栃木県大会決勝で栃木県立宇都宮工業高等学校を破り、第40回全国高等学校野球選手権大会に初出場。同大会で選抜優勝校の熊本県立済々黌高等学校や香川県立高松商業高等学校を破るも、準決勝で板東英二を擁する徳島県立徳島商業高等学校に接戦の末に敗れる。また同年11月、野球部員による不祥事が起こり、レギュラー部員2名が退学処分となった。また学校として「1959年春のセンバツに推薦されても辞退する」との方針を固めた。
1962年には第34回選抜高等学校野球大会に出場し、八木沢荘六・加藤斌を擁して選抜初優勝。同年夏の第44回全国高等学校野球選手権大会では、八木沢が欠場したものの、加藤が一人で投げ切って選手権初優勝。史上初の甲子園春夏連続優勝を成し遂げた。
1973年には第45回選抜高等学校野球大会に出場し、江川卓が60奪三振（大会記録）等の活躍で準決勝まで進むが、広島県立広島商業高等学校に敗れる。同年の第55回全国高等学校野球選手権大会に出場したが、2回戦で銚子商に延長12回の末、押し出し四球で敗れた。
2000年の第72回選抜高等学校野球大会には21年ぶりに出場し、ベスト8進出。
2009年の第91回全国高等学校野球選手権大会に出場。初戦で敗れたものの夏の甲子園に31年ぶりの出場を果たし、名門復活を予感させた。
2011年には第93回全国高等学校野球選手権大会に出場し、福井県立福井商業高等学校・佐賀県立唐津商業高等学校 ・滋賀県立八幡商業高等学校 ・智弁学園高等学校を破り49年ぶりの夏ベスト4を達成した。
2012年、第94回全国高等学校野球選手権大会に出場。この大会もベスト8に進出した。同年8月18日、野球部員が8月10日に宇都宮市内で当時15歳から17歳の少女4人に乱暴し現金を奪うなどの強姦・強盗致傷事件を起こしていたことが発覚した。ただし、大会中であったこともあり出場停止にはならなかった。公式に報道された硬式野球部の（わいせつに関する）不祥事としては1958年以来、54年ぶり2回目である。
2013年、第95回全国高等学校野球選手権大会に出場。栃木県勢としては初の3年連続出場を記録し、2021年まで10大会連続出場を果たした。
2016年、第98回全国高等学校野球選手権大会に出場し、今井達也・入江大生を擁して54年ぶり2回目の優勝を果たした。
2017年、第99回全国高等学校野球選手権大会に出場。盛岡大学附属高等学校に対し初戦で黒星を喫し、夏2連覇ならず。
2018年、第100回全国高等学校野球選手権記念大会に出場。初戦で大阪桐蔭に1-3と敗れ2大会連続で初戦で敗退。
2019年、第101回全国高等学校野球選手権大会に出場。第91回選抜高等学校野球大会ベスト8に進出した筑陽学園を延長で、岡山学芸館高等学校を18-0と破り、優勝した2016年以来、3年ぶりのベスト8進出を果たした。
2021年、第103回全国高等学校野球選手権大会に出場。中止の前年を挟み栃木大会10大会連続優勝を達成した。夏の地方大会10連覇は2007年から2019年まで福島大会を13連覇した聖光学院高等学校に次いで戦後2校目の快挙である。
卒業生からプロ野球界へ20名以上を輩出している。

#### 軟式野球部
1993年に発足。獲得した全国タイトルは、計19回（選手権10回・国体9回）を誇る。
全国高校軟式野球選手権大会には、2008年から5年連続出場など2012年までに26回出場し、10回全国優勝している。また、国体高校野球競技でも9回優勝している。

#### ボクシング部
全国高等学校総合体育大会（全国高校総体）学校対抗優勝経験のある古豪。
2019年3月の時点では全国高等学校総合体育大会優勝から20年以上離れており、その中で監督の暴言や体罰、パワーハラスメントが発覚。監督は同年3月18日付で出勤停止1年の懲戒処分を受け、前監督だった父親のコーチ職解任も決まった。

### 文化部
演劇部・吹奏楽部・チアリーディング部が有名である。
特に演劇部は、関東大会・全国大会の常連校として知られている。

## 作新学院ラボ

### 作新アカデミアラボ
創立130周年となった2015年に情報科学部の東館を解体し、そこの跡地に建設された。2017年完成。コンビニエンスストア「ヤマザキショップ」、カフェ、自習室、資料展示室がある。自習室には、タブレットPC（Microsoft Surface pro）が40台ある。

## 交通アクセス
JR宇都宮駅より関東自動車「作新学院・駒生営業所　健康の森経由・駒生営業所　立岩」行き、「作新学院前」バス停下車

## 高校関係者一覧

### 野球
- 天知俊一（中日ドラゴンズ監督）
- 島野育夫（阪神タイガース二軍監督）
- 八木沢荘六[8] （甲子園（春）優勝投手、千葉ロッテマリーンズ元監督・現日本プロ野球OBクラブ会長）
- 高山忠克（阪神タイガース）
- 中野孝征（ヤクルトスワローズ）
- 加藤斌（甲子園（夏）優勝投手、中日ドラゴンズ）
- 岩崎良夫（広島東洋カープ・現高校野球解説者）
- 江川卓[8] （読売ジャイアンツ）
- 大橋康延（大洋ホエールズ）
- 平川洋幸（大洋ホエールズ）
- 落合英二（中日ドラゴンズ・元韓国サムスン・ライオンズコーチ・現中日ドラゴンズコーチ）
- 渡辺秀一（福岡ダイエーホークス）
- 柳沼強（千葉ロッテマリーンズ）
- 岡田幸文[28]（千葉ロッテマリーンズ）
- 寺田哲也（東京ヤクルトスワローズ）
- 笹沼明広[29] （福岡ソフトバンクホークス）
- 松崎啄也（読売ジャイアンツ）
- 石井一成（北海道日本ハムファイターズ）
- 今井達也（甲子園（夏）優勝投手、埼玉西武ライオンズ）
- 関桃子（女子プロ野球）
- 入江大生(横浜DeNAベイスターズ)
- 神長英一（法政大学野球部前監督・元日本通運硬式野球部監督）

### サッカー
- 時崎悠（元ベルマーレ平塚、水戸ホーリーホックJリーグサッカー選手、現栃木SC監督）
- 明本考浩（浦和レッドダイヤモンズJリーグサッカー選手）
- 小林庸尚(大宮アルディージャサッカー選手)
- 小堀空（栃木SCサッカー選手）
- 揚石琉生(栃木SCサッカー選手)
- 明本考浩（栃木SC→浦和レッズ→ベルギー・OHルーヴェン）
- 吉野陽翔(栃木SCサッカー選手)

### ラグビー
- ファエアマニオペティ（ラグビー選手）
- 廣澤拓（ラグビー選手）
- フィナウ・フィリペサーリ（ラグビー選手）

### 陸上
- 宇賀地強 （陸上競技選手、モスクワ世界陸上10000m日本代表）[30]
- 神山知也（陸上競技選手、大阪世界陸上男子200m日本代表）

### 競泳
- 萩野公介（元競泳選手、ロンドン五輪400ｍ個人メドレー銅メダリスト、リオ五輪400ｍ個人メドレー金、200ｍ個人メドレー銀、4×800ｍリレー銅メダリスト）[31]
- 清水咲子（競泳選手、400m個人メドレー日本記録保持者）

### 格闘技
- 古口哲（ボクサー、鬼塚勝也のトレーナー）
- 小口雅之（ボクサー、「づらボクサー」として知られる）
- 田村亮一（ボクサー）
- 吉野修一郎（ボクサー）
- 清水清隆（総合格闘技選手）
- 堀口恭司（総合格闘家）
- 二瓶卓郎[32]（日本空手松濤連盟所属、2006年アジア競技大会男子組手70キロ級銅メダリスト）
- 関根英之（柔道家）
- 大山峻護[33]（総合格闘家）
- 伊澤星花（総合格闘家）

### 自転車競技
- 雨谷一樹（競輪選手）
- 飯嶋則之（競輪選手）
- 内田慶（元競輪選手）[34]
- 神山拓弥（競輪選手）[35]
- 神山雄一郎（元競輪選手）[36]
- 眞杉匠（競輪選手）
- 福田礼佳（元ガールズケイリン選手）
- CHISAKO（元自転車プロロードレース選手）
- 廣瀬佳正（元自転車プロロードレース選手、宇都宮ブリッツェン創立）
- 小野寺玲（自転車プロロードレース選手）
- 床井亮太（自転車プロロードレース選手）[37]

### スポーツその他
- 五十嵐久人 （オリンピック体操金メダリスト）[30]
- 大宮宏正（プロバスケットボール選手）
- 須永麻美（女子バスケットボール選手）
- 山本尚貴（レーシングドライバー）
- 大谷桃子（2020年東京パラリンピックテニス女子ダブルス銅メダリスト）
- 榎本遼香（飛込競技選手）

### 芸能
- いとうかなこ（歌手、作詞家）
- ウチダトモヒロ（ミュージシャン）
- 加藤英幸（元「BAKU」ドラマー）
- 斉藤和義（シンガーソングライター）
- 柴野真理子（LOOP CHILDボーカル、吹奏楽部OG）
- 谷口宗一（歌手、元「BAKU」「SHURIKEN」ボーカル）
- NAiL（歌手）
- MAH（SHAKALABBITS ドラマー）
- ミユキ（「ハルカトミユキ」キーボード）
- 河合瑠果（女優）
- 染谷恵二（アール・エフ・ラジオ日本アナウンサー）
- かずや（お笑いコンビ「ザ・たっち」）
- 東京ぼん太（コメディアン）
- 本田仁美（元IZ*ONE・元AKB48）
- 柏矢倉千佳（ミュージシャン、トランペッター）

### その他
- 亀岡偉民（衆議院議員、元野球部で江川卓のキャッチャー）
- 佐藤明男（衆議院議員）
- 熊本和夫（宇都宮市議会議員､元宇都宮市議会議長）
- 小沢佐重喜（元運輸大臣･元通信大臣･元郵政大臣･元電気通信大臣･元建設大臣） ※下野中学 ※3年生進級時に開成中学へ編入
- 新藤弘章（実業家、REVOLUTION代表取締役社長）
- 藤水名子（小説家）
- 黒乃奈々絵（漫画家）
- 高橋ヒロ（テディベアアーティスト）
- 篠原弘道（軍人、戦闘機操縦者）※下野中学
- 尾花一浩（税理士、作新学院大学客員教授）
- 石井陶泊（鍼灸師）※下野中学
- キューライス（漫画家・イラストレーター）
- 関口慶介 (黄ぶな推進協議会創立･宇都宮二荒山神社御用達看板発案)
- 遠藤将大（実業家、株式会社Revival代表取締役社長）

### 職員
- 山本理（硬式野球部元監督・部長）
- 野沢慶次郎（硬式野球部元監督、春夏連続優勝時の夏の監督）
- 小針崇宏（作新学院高等学校保健体育科教諭、硬式野球部監督、第98回全国高等学校野球選手権大会優勝時の監督)
- 塙静夫（元英進部長、元栃木県栃木県考古学会会長、2000年度栃木県文化功労者）
- 塚原秀巌 (作新学院高等学校国語科教諭、書道科教諭、書道部顧問。創玄現代書展白鴎賞、毎日書道展会員賞、創玄展準大賞、國井誠海賞、日展入選、2016年栃木県文化奨励賞)
- 右近義徳（作新学院高等部音楽教師→作新学院大学女子短期大学部幼児教育科教授、バリトン歌手）
- 吉羽茂（作新学院高等部保健体育科教諭，ラグビー部監督→栃木県議会議員）